# Lilian Ribbing
Lilian Ribbing, ogift Thiel, född 3 november 1918 i Hedvig Eleonora församling i Stockholm, död 15 augusti 1995 i Hedvig Eleonora församling i Stockholm, var en svensk simmare.
Lilian Ribbing var dotter till bankdirektören Alvar Thiel och Dagmar, ogift Kjellberg, samt sondotter till Arthur Thiel. Hon gick på Djursholms samskola där hon var ordförande i gymnasieföreningen. Hon var en framgångsrik simmare, som slog flera svenska rekord och blev svensk mästarinna i 100 meter frisim 1935.
Hon var resesekreterare för Sveriges Lottakårer, men hade också flera ledarposter inom organisationen. Hon var svensk representant för den internationella ungdomskonferensen World Assembly of Youth i Singapore 1954. Vidare var hon under flera år administratör för de största internationella kongresserna i Stockholm. Hon var svensk ordförande i Lyceumklubben, en internationell kvinnoförening.
Lilian Ribbing gifte sig 1938 med överstelöjtnant Pehr Ribbing (1911–1961). De fick barnen Christina Bonde (född 1939), Magdalena Ribbing (1940–2017), Ulrika Bergelin (född 1942) och Cecilia Ribbing (född 1945). Hon är begravd i familjegrav på Norra begravningsplatsen utanför Stockholm.